# ヘンリー・ノーブル・マクラッケン
ヘンリー・ノーブル・マクラッケン（Henry Noble MacCracken、1880年11月19日 - 1970年5月7日）は、アメリカ合衆国の学者、ニューヨーク州ポキプシーにあるヴァッサー大学の第5代学長で、同大学の学長としては初の聖職者ではない人物として1915年から1946年までその任にあった。マクラッケンの学長在任期間は、ヴァッサー大学の歴史の中でも最も長く続き、30年以上の長さに及んだ。

## 経歴
マクラッケンは、1880年11月19日に、オハイオ州トレドで、ヘンリー・ミッチェル・マクラッケンの息子として生まれた。兄のジョン・ヘンリー・マクラッケンは、1915年から1926年にかけてラファイエット大学学長を務めた。息子であるカルヴィン・ドッド・マクラッケンは、発明家として知られた。
マクラッケンは、1900年にニューヨーク大学 (NYU) から英語学の学位を取得した。卒業後、彼はベイルートにあったシリア・プロテスタント大学（Syrian Protestant College：ベイルート・アメリカン大学の前身）で3年間の教員生活を送り、その後、ニューヨーク大学に戻って大学院に学んだ。英語学で修士号を得た後、ハーバード大学に移ってPh.D.を取得した。
マクラッケンは、1907年6月12日に、マージョリー・ドッド (Marjorie Dodd) と結婚した。
マクラッケンは、1913年にスミス大学で演劇文学の教授となった後、1915年から1946年までヴァッサー大学学長を務めた。
1920年代には、サラ・ローレンス大学の創設に関わり、当初はヴァッサーに付設された女子短期大学 (women's junior college) としてこれを立ち上げた。1930年にはマクラッケンの名を冠した寄宿舎が建設された。マクラッケンは、その後も、1935年にヴァッサーとの提携関係が解消されるまで、サラ・ローレンスの理事会に留まった。
マクラッケンは、1970年5月7日に、ニューヨーク州ポキプシーのニュー・ハッケンザック・ロード87番地 (87 New Hackensack Road) の自宅で死去した。妻マージョリー・ドッド・マクラッケンは、1974年に死去した。